# ترنسرها ۵
ترنسرها ۵ (به انگلیسی: Trancers 5) یا ترنسرها ۵: ناگهان دث (به انگلیسی: Trancers 5: Sudden Deth) فیلمی ویدئویی محصول سال ۱۹۹۴ و به کارگردانی دیوید ناتر است. در این فیلم بازیگرانی همچون تیم تامرسون، استیسی رندال، تای میلر، مارک آرنولد، کلب هارتلی، آلن اوپنهایمر، لاکلین مونرو، جف مولدووان، استیفن ماچت و رنا هارتنر ایفای نقش کرده‌اند.